# Obundna för förändring
Obundna för förändring, (engelska: Independents 4 Change, iriska: Neamhspleáigh ar son an Athraithe) är ett irländskt socialistiskt parti bildat 2014. 
Från 2019 till 2024 hade partiet två ledamöter i EU-parlamentet, Clare Daly och Mick Wallace, vilka gjorde sig kända för sitt kontroversiella engagemang inom utrikespolitiska frågor där de själva menat att de verkat för fred och mot imperialism samt militarism, en bild som inte delas av alla. Wallace har bland annat spridit desinformation om och förnekat attacker mot civila under Syriska inbördeskriget samtidigt som han försvarat Bashar Al-Assad. Anklagelser om att de båda stöttar Assad samt att de spred desinformation är något de båda nekar till.
Clare Daly och Mick Wallace röstade mot delar av en resolution i EU-parlamentet rörande ett fördömande av Rysslands eskalation av kriget i Ukraina. Politico har rankat både Daly och Wallace som två av de mest ryssvänliga ledamöterna av EU-parlamentet då de har röstat mot åtminstone 11 (Wallace) eller 12 (Daly) resolutioner som kritiserat Ryssland. Båda två har jobbat nära en litauisk EU-parlamentariker som anklagades för att ha jobbat med rysk underrättelsetjänst. Åtta dagar före den ryska invasionen av Ukraina demonstrerade Daly och Wallace mot vad man menade var att den ukrainska armén dödade barn i Donbass, en demonstration som uppmärksammades i Putin-vänlig media. Det är en av de upprepade gånger båda parlamentarikerna har dykt upp i rysk och kinesisk statlig media.
De båda ledamöterna har i starka ordalag fördömt Israel under Israel-Palestina konflikten, och Clare Daly menade att det var "skrattretande" att de som stöttade att skicka vapen till Ukraina inte vill skicka vapen till Palestina och Jemen, och uttalade sig följande:  "till skillnad från er vill jag stoppa alla krig. Jag vill stoppa det. Jag ber inte om ursäkt för det..." (syftande på sina kollegor i EU-parlamentet).
Både Mick Wallace och Clare Daly förlorade sina mandat efter EU-valet 2024.